# 杉山滋郎
杉山 滋郎（すぎやま しげお、1950年 - ）は、科学史学者、北海道大学名誉教授。
富山県高岡市生まれ。東京工業大学理学部応用物理学科卒業。1981年東京大学大学院理学系研究科博士課程単位修得。1993年「J.Tyndallの物理科学的研究と粒子論的物質観」で東京工業大学から博士（学術）。筑波大学講師、北海道大学理学部助教授、1995年同理学研究科教授、2015年名誉教授。

## 著書
- 『日本の近代科学史』朝倉書店 1994
- 『北の科学者群像 〈理学モノグラフ〉1947-1950』北海道大学図書刊行会 2005
- 『中谷宇吉郎 人の役に立つ研究をせよ』ミネルヴァ書房・日本評伝選、2015
- 『「軍事研究」の戦後史』ミネルヴァ書房、2017
- 『重水素とトリチウムの社会史　歴史を左右してきた水素のなかま』ネクパブ・オーサーズプレス、2021
- 『福山甚之助と新聞「家庭」 1920年代の札幌・北海道』ネクパブ・オーサーズプレス、2023

### 翻訳
- ヴェルナー・キルスト,ウルリッヒ・ディークメイヤー『頭をやわらかくする本』山内隆明共訳 講談社 1975
- アンソニー・ジー『宇宙のデザイン原理 パリティ・ゲージ・クォーク』木原英逸,佐々木光俊共訳 白揚社 1989
- P.M.ハーマン『物理学の誕生 エネルギー・力・物質の概念の発達史』朝倉書店 1991
- ウィリアム・アスプレイ『ノイマンとコンピュータの起源』吉田晴代共訳 産業図書 1995
- アブラハム・パイス『物理学者たちの20世紀 ボーア、アインシュタイン、オッペンハイマーの思い出』伊藤伸子共訳 朝日新聞社 2004